# 俄罗斯联邦元帅
俄罗斯联邦元帅（俄语：Маршал Российской Федерации）是俄罗斯军衔体系中的最高等级，高于大将和海军元帅。这一军衔于1993年设立，目前悬空。

## 概况
目前为止，唯一被授予“俄罗斯联邦元帅”军衔的是曾任俄罗斯国防部长的伊戈尔·德米特里耶维奇·谢尔盖耶夫，他在1997年11月21日被授予元帅军衔。谢尔盖耶夫于2006年病逝，此后再无人获得俄罗斯联邦元帅军衔，这一军衔也悬空至今。
另外，根据俄罗斯《兵役义务和服役法》规定，俄罗斯联邦元帅、大将和上将的最高服役年龄为60岁。

## 俄罗斯联邦元帅一览
| 照片 | 姓名及生卒年                                     | 受衔时间       |
| ---- | ------------------------------------------------ | -------------- |
|      | 伊戈尔·德米特里耶维奇·谢尔盖耶夫 （1938 - 2006） | 1997年11月21日 |

## 肩章及元帅星

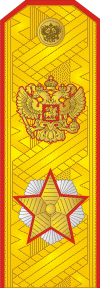
礼服肩章
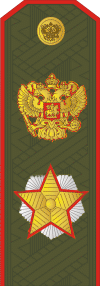
常服肩章
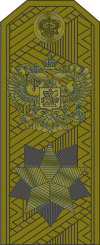
作训服肩章
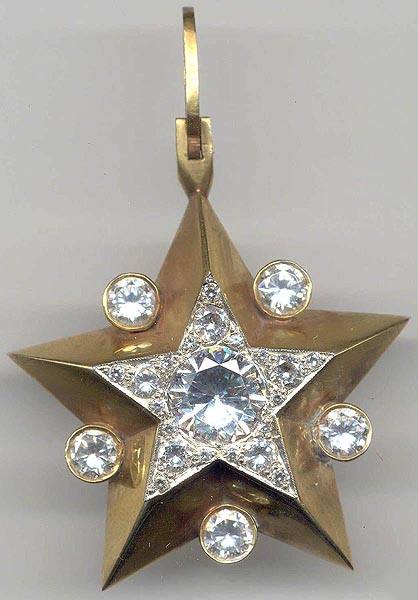
俄罗斯联邦元帅的元帅星